# Oyayubi Ike
Oyayubi Ike är en sjö i Antarktis. Den ligger i Östantarktis. Norge gör anspråk på området.